# 大畑才蔵
大畑 才蔵（おおはた さいぞう、1642年（寛永19年）- 1720年10月25日（享保5年9月24日））は、日本の農業土木技術者。江戸時代、紀州藩で、水利事業に大きな貢献をし、小田井用水路、および藤崎井用水路の紀の川から引水した大規模かんがい用水・疏水工事を行った人物として知られる。諱（いみな）を勝善という。戒名は、『浄岸慈入居士』。

## 生涯

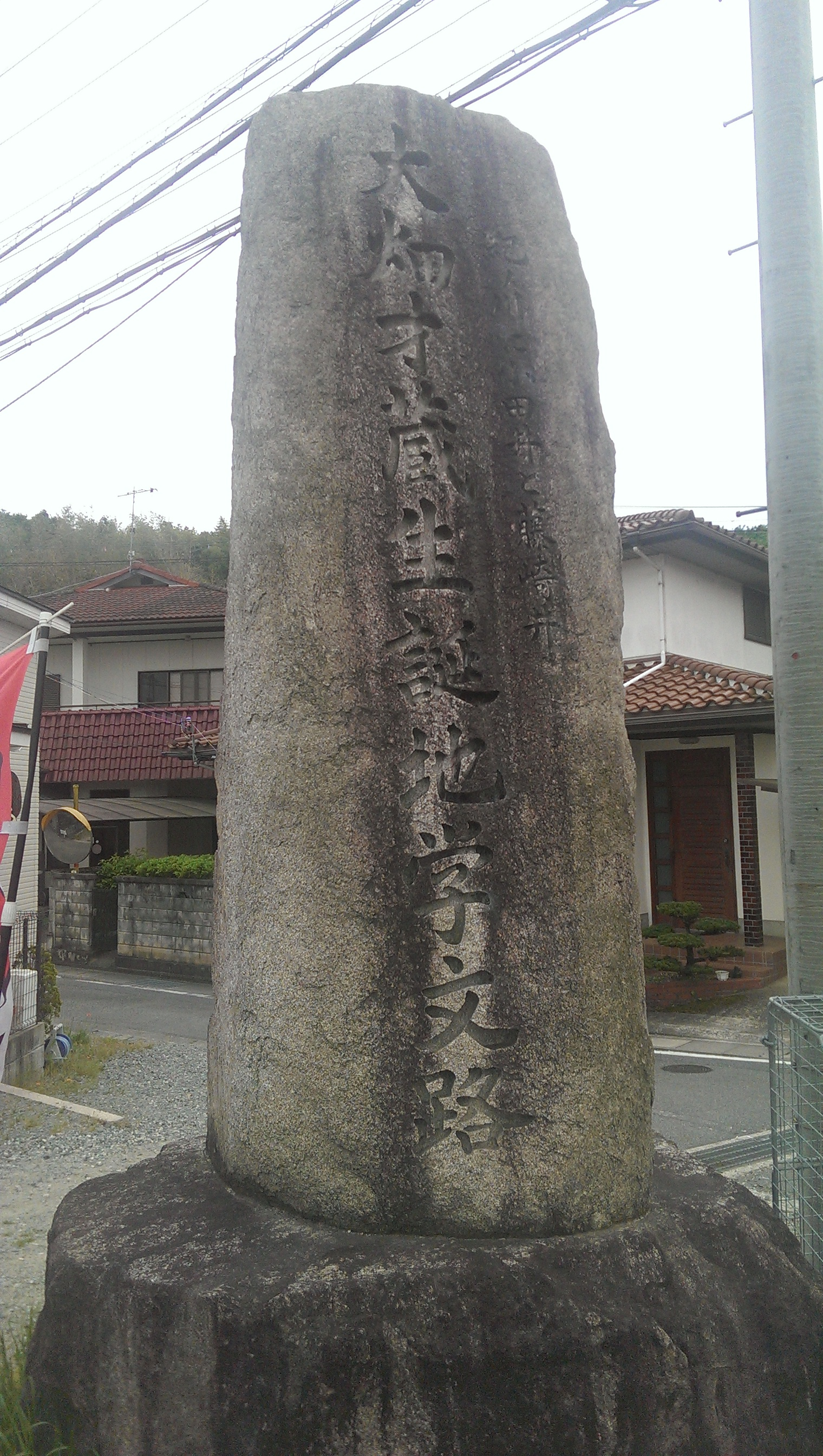
大畑才蔵生誕の碑

大畑才蔵は、先祖を湯川次郎右衛門信光とし、信光から数えて第4代目当主、父・大畑与三左衛門尹光の子として、禿村（伊都郡中組学文路村）に寛永19年（1642年）に生まれた。
才蔵は、幼い頃から非凡であった。それには、高野参詣の宿所として栄え、大坂や奈良からの人の往来が盛んであり、当時の算数の手本とされた『格致算書』（柴村盛之著）、『因帰算歌』（今村知商著）なども手に入れやすく学問を行う良い環境に育ったことがあった。
万治2年（1659年）伊都郡奉行木村七太夫に非凡さを認められ禿組大庄屋平野作太夫の補佐役である杖突に任命された。貞享4年（1687年）、46歳のとき伊都郡奉行より仰せつかり父・尹光（ただみつ）の跡を継ぎ庄屋となった。また、郡方御用も務めた。寛文9年（1669年） 伏原村（現・橋本市高野口町）才右衛門とともに高野山内聞役を命じられた。
才蔵は、後に紀州流を開発し、既にすぐれた測量技術や土木工法を習得していた。
才蔵は寛文10年（1670年）29歳の時に10歳年下である同郷の六左衛門の娘・菊と結婚。
元禄5年（1692年）、高野山の学侶、行人派両派の対立は、幕府が学侶方の主張を認めて行人方を弾圧した。才蔵は、高野山内聞役（高野山の情報を藩に伝える役）を命じられていたことから、結果として高野山の行人派寺院約1000院の取り壊し、僧600人余りの島流しという高野山弾圧に関与することになった。しかし、才蔵は内聞役については気が進まなかったようである。「他言無用」と秘密扱いにするよう子孫に命じている。
紀州藩は和歌山県と三重県のほぼ南半分を支配していたが、深刻な財政難に悩んでいた。藩は、元禄4年（1691年）から財政立て直しのために農政の改革に取りかかった。
元禄9年（1696年）3月24日紀州藩会所役人御勘定人格の井澤弥惣兵衛為永が、大畑才蔵に地方手代（郡代官の配下の地方役人）となって詰所に勤務し、新田開発や洪水対策さらには農業の技術を活かすよう要請した。翌日、3月25日に添奉行田代七右衛門は、才蔵を呼び「貴公の希望は井澤殿から聞いた。希望通り在所に在って結構だが、御用の節には必ず罷り出でよ。その節には出扶持（藩から支給される手当）3人扶持を与える。また年に銀貨10枚を与える」と申し付けた。この年（1696年）小田井筋や那賀郡において「水盛台」（後述）と呼ばれる水準儀により、地形の調査を行い、紀州藩内を調査し治水・用水計画を立てた。
元禄9年（1696年）4月19日から57日間、両熊野（口熊野、南熊野）地方を巡検、その後「熊野絵図」を作成した。元禄10年（1697年）閏2月から36日間、9月から53日間の2回、勢州3領の村々を視察し、一志郡新井の水盛（水による水準測量）を行った。
元禄10年（1697年）7月紀州藩支高森藩・葛野藩に、派遣されたのは、頼職から代官に任命された神谷与一右衛門と、大畑才蔵であった。
彼等は、越前丹生郡笹谷村と北山村を拠点に、33里17丁（約132キロメートル）に及ぶ村々を巡見した。
元禄11年（1698年）、2月11日から勢州雲出川の本流に既存の古田井堰より大規模な井堰を設けることとなった。これが、才蔵が設計・施工管理した勢州一志郡新井堰と用水路である。
『南紀徳川史』「郡制第五」には、と書かれている。
小木戸橋の近く、現在の一志町其村に井堰をつくり、宮古村（現嬉野町）前の中村川までの水路を整備し、古田井同様、中村川へ落とし、そこからは旧来の星合井の井溝を拡張し、村々への灌漑用水とした。この新井工事は、日数65日間、延人数2万4,230人がかかった大工事となり、多くの経費も必要であったが、これにより16ケ村内の282町の水田が永く干ばつから免れるようになった。畑地から水田となったものが60ないし70町、新田開拓が10町歩に及ぶと見込まれた。
元禄9年（1696年）から元禄14年（1701年）にかけて、藤崎用水路を開削した。当時、紀の川右岸地帯は、中小のため池と小河川こ依存するのみで、干天つづきには灌漑用水が枯渇する不安定な耕作地だった。この工事は、現在の紀の川市（旧那賀町）藤崎から和歌山市山口まで約23.5キロメートルに及ぶ紀の川から引水した大規模灌漑用水工事となった。それまでは畑作地帯であったが、水田の約1千町歩を灌漑することができるようになり、紀州藩の財政の建て直しに貢献することとなった。
正徳5年（1715年）、74歳という高齢になったため藩に辞職することを願い出た。小田から根来川にいたる小田井用水路の工事は三期にわたったが、その完成を見ることなく享保5年（1720年）、才蔵はその生涯を閉じた。

## 土木技術者としての才蔵
大畑才蔵の工法の特色は、用水路について丁場（受け持ち区域）割を行い、丁場ごとに必要な資材や堀（掘削）、築（盛土）の土量などを算出し、必要人員を割り当てて各工区が同時に着工し、施工期間を著しく短縮したところにある。丁場割は、六〇間（約109メートル）を基準とし、各丁場毎の掘削深、天端（水路などの上端）幅を求めて掘り取り量を算出し、それに要する労力をも算定していた。さらに、現場の表示や施設の種類、数量、位置などを決め、これらを一冊の帳簿に記録していた。こうして、各丁場の責任者に内容を熟知させることにより、才蔵が不在でも工事を計画的に進めることができた。

### 才蔵と小田井用水路
才蔵の主要な功績の一つである小田井は、宝永4年（1707年）に藩主吉宗の命を受けて着手した。才蔵は、第一期、二期工事として高野口町の小田を起点として打田町にいたる約27キロメートルの水路を施工した。天下の暴れ川である紀の川に堰を造るのは相当困難であり、出水のたびに流出した。小田井を通すあたりは河岸段丘が出入りしており、地形が複雑で、難工事であった。第一期工事（小田 - 那賀）は宝永5年（1708年）に、二期工事は（那賀 - 打田）は宝永6年（1709年）に完成させた。引き続き施工された第三期工事（打田 - 岩出）の完成には立ち会っていないようだ。
小田井の施工において、用水路が河川を横断する際には、地形に応じて次のような方法によった。
1. 用水路が河川の底を横断するために、逆サイホン方式による伏越の利用。
2. 用水路が河川の上を横断するために、木製の掛樋による通水橋の利用。
3. 河川の水をせき止め、河川の水かさを上げることで、用水路と河川の水面の高さを等しくし、用水路の水量の補充を行う平面交差の利用。

小田井用水には掛樋が8か所ある。もともとは全て木製であったが、そのうち3か所「木積川渡井、龍之渡井、小庭谷川渡井」はレンガ造りのアーチ状で現在も見ることができる。増水時には橋脚が流されるなどの水害に見舞われる恐れのある四十八瀬川の横断掛樋（龍の渡井）には、橋台部が岩盤ということもあり、橋脚を橋台側の岩盤上に斜め掛けにするなど改良を重ねた記録が残る。
小田井用水路は、2017年10月10日メキシコ・メキシコシティーで開催された第68回国際かんがい排水委員会国際執行理事会において世界かんがい施設遺産への登録が決定された。

### 水盛台
水路の工事設計には測量が必須であり、才蔵は正確な測量をする器具として水盛台（みずもりだい）を考案した。水盛台は、以下のような構造になっている。
長さ約3メートルの竹（直径約18 - 21センチメートル）を地面に寝かせた状態にし、その節を抜き、竹の中央に孔をあけ、約30 cmの竹を差し込む。その先端に水を注ぐための五器と呼ばれる漏斗状のものを取りつける。寝かせた竹の両端に枕を取り付けるとともに、長さ6 cmの竹を差し、高さをそろえる。枕は両端で同じ大きさとし、長さ約42 cmから45 cm、一辺約15 cmの角材を用いる。枕の中央に長さ約61 cmの高さの「見当」と呼ばれる板をたてる。「見当」の先端には長さ12 cmから15 cmの板を打ちつける。
水盛台を利用して測量する方法は、この見当を見通してその高低差を測るものであるが、水盛台を水平に設置する必要がある。水盛台を水平に設置するために、五器から水を注ぎ、両端の短い竹から同じように水が出れば水平に設置されたこととなる。
土地の高低を測量する場合、高いところから低いところに下りるように測量する方法が良いとされている。六十間（約109メートル）を一区切りとし、その中央に水盛台を設置する。一方の見当の高さが3メートル、もう一方の見当の高さが60 cmだった場合、高低差は2.4メートルとなる。これを繰り返すことで最初の地点から終点までの高低差を測ることができる。いろいろな測量方法があるが、確実な方法としてこの方法が良いと書かれている。
小田井の工事では第一期約21 km、第二、三期を含め総延長約32.5 kmとなった。この距離を水を引くために正確な測量が必要だが、水盛台を活用した、正確な測量結果に基づく工事の指示書が残されており、ここには開削する水路の高さ、幅、勾配などが記されていて、いわゆる設計図と言えるものになっている。第一期工事は1707年5月13日に着工、1708年12月16日に完了したとされているが、その間、1707年10月4日に宝永地震による被害があり、工事が一時中断している。工事再開がいつからかは不明だが、1年半程度で約21 kmの開削工事を完了したこととなる。

## 著作

### 生前刊行本
- 『才蔵記』表紙『地方并普請方覚書（じかたならびにふしんがたおぼえがき）』
- 『勢州見分覚書』
- 『勢州地方存寄』

### 伺書・手紙
- 『伊都小田新井御掘次頭書』

### 全集
- 『大畑才蔵 付図共』 大畑才蔵全集編さん委員会編/橋本市 ・1993年3月
- 『日本農書全集 第28巻 地方の聞書（紀伊）』 安藤精一校注/農山漁村文化協会 ・1982年2月

### 学会誌
- 『農業土木を支えてきた人々――農業水利の偉業者大畑才蔵』阪口 宏/農業土木学会誌・1979年7月

### 関連書誌
- 『小田井土地改良区概史』小田井土地改良区概史編集委員会編/粉河町 ・1980年3月
- 『紀ノ川治水史 第1巻』近畿地方建設局和歌山工事事務所編 ・1958年
- 『水土を拓いた人びと－北海道から沖縄まで わがふるさとの先達－』「水土を拓いた人びと」編集委員会, 農業土木学会編

## ギャラリー

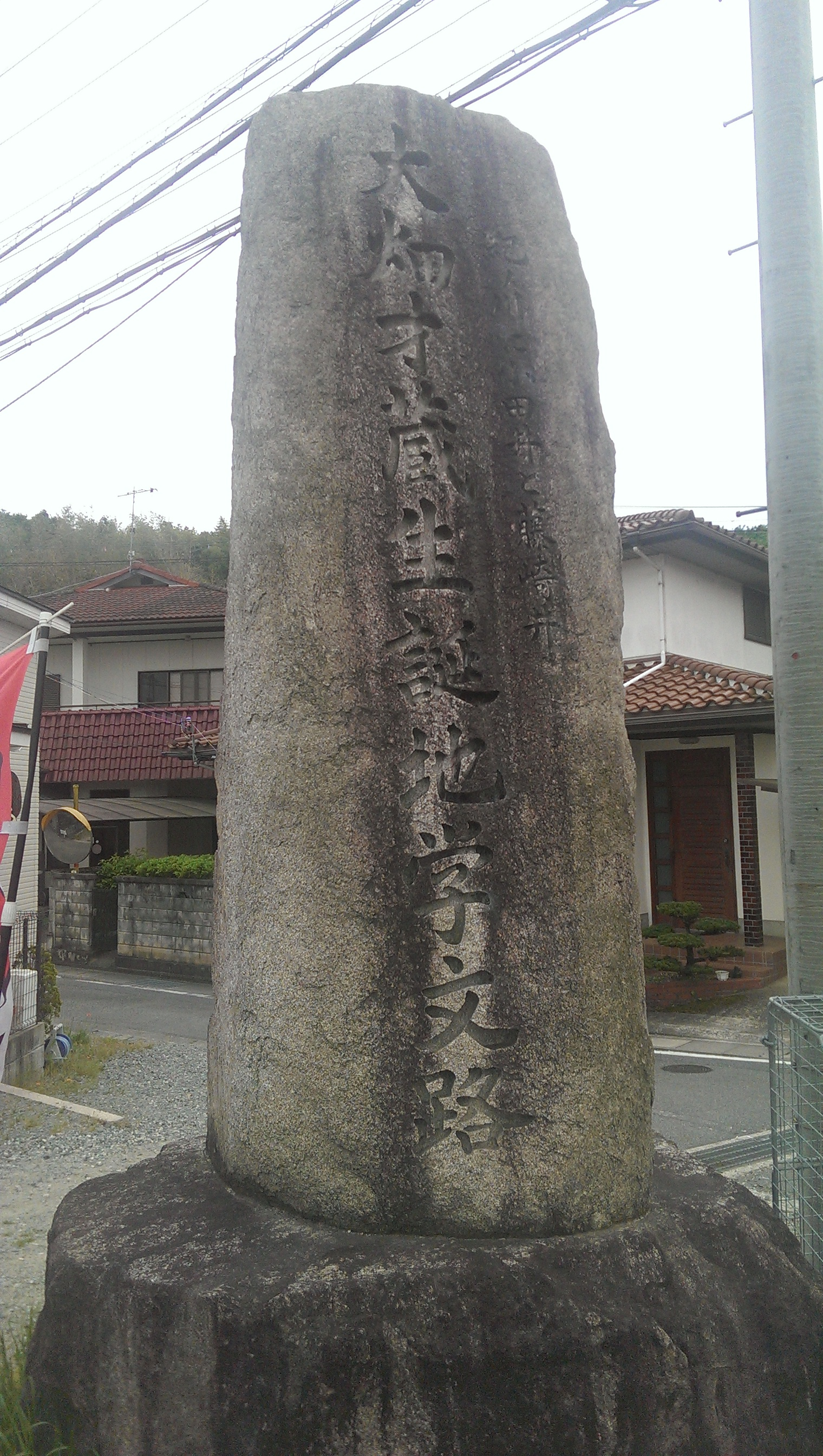
橋本市学文路にて国道370号側より撮影。大畑才蔵生誕の碑。
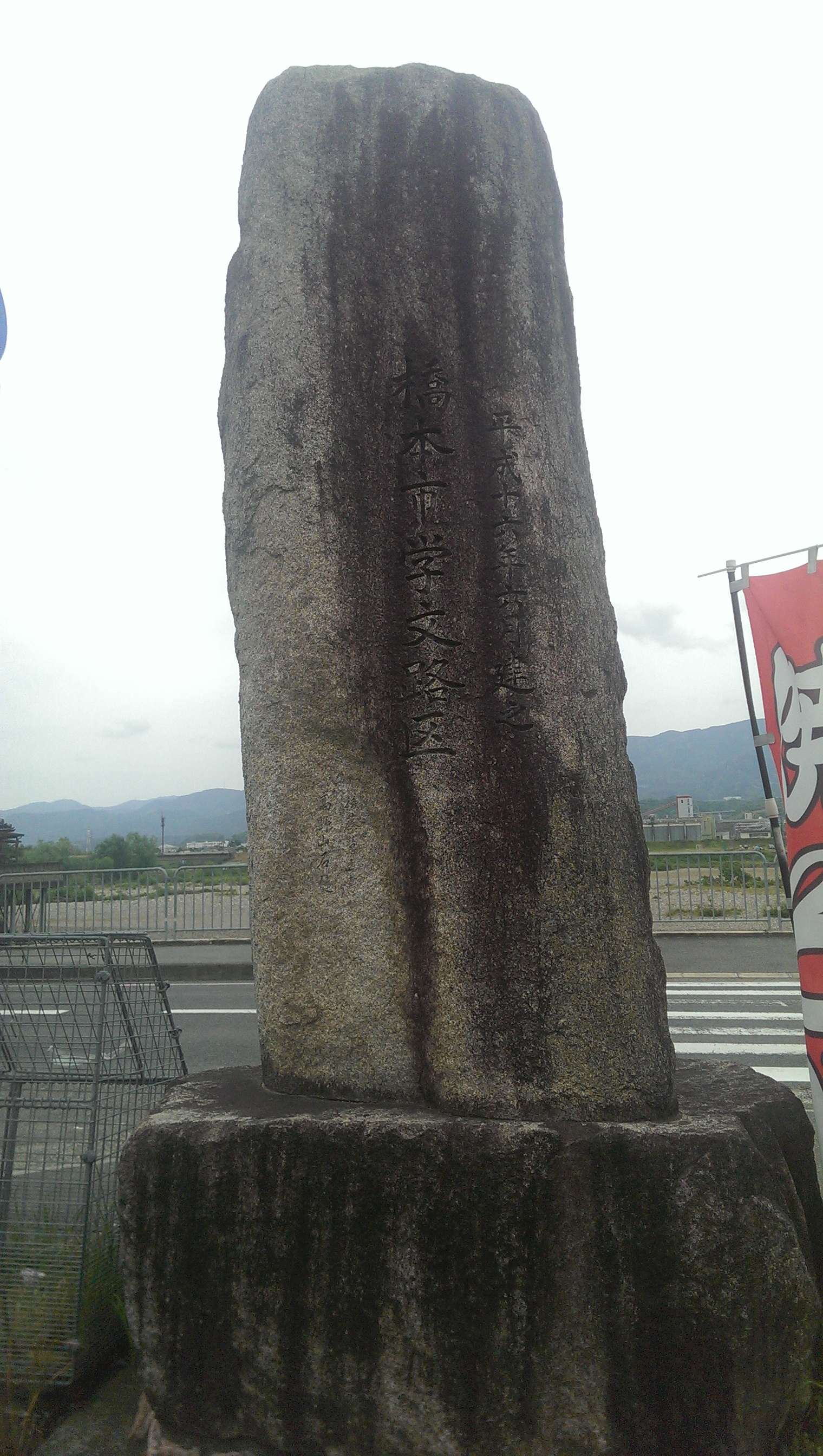
同左。裏面。
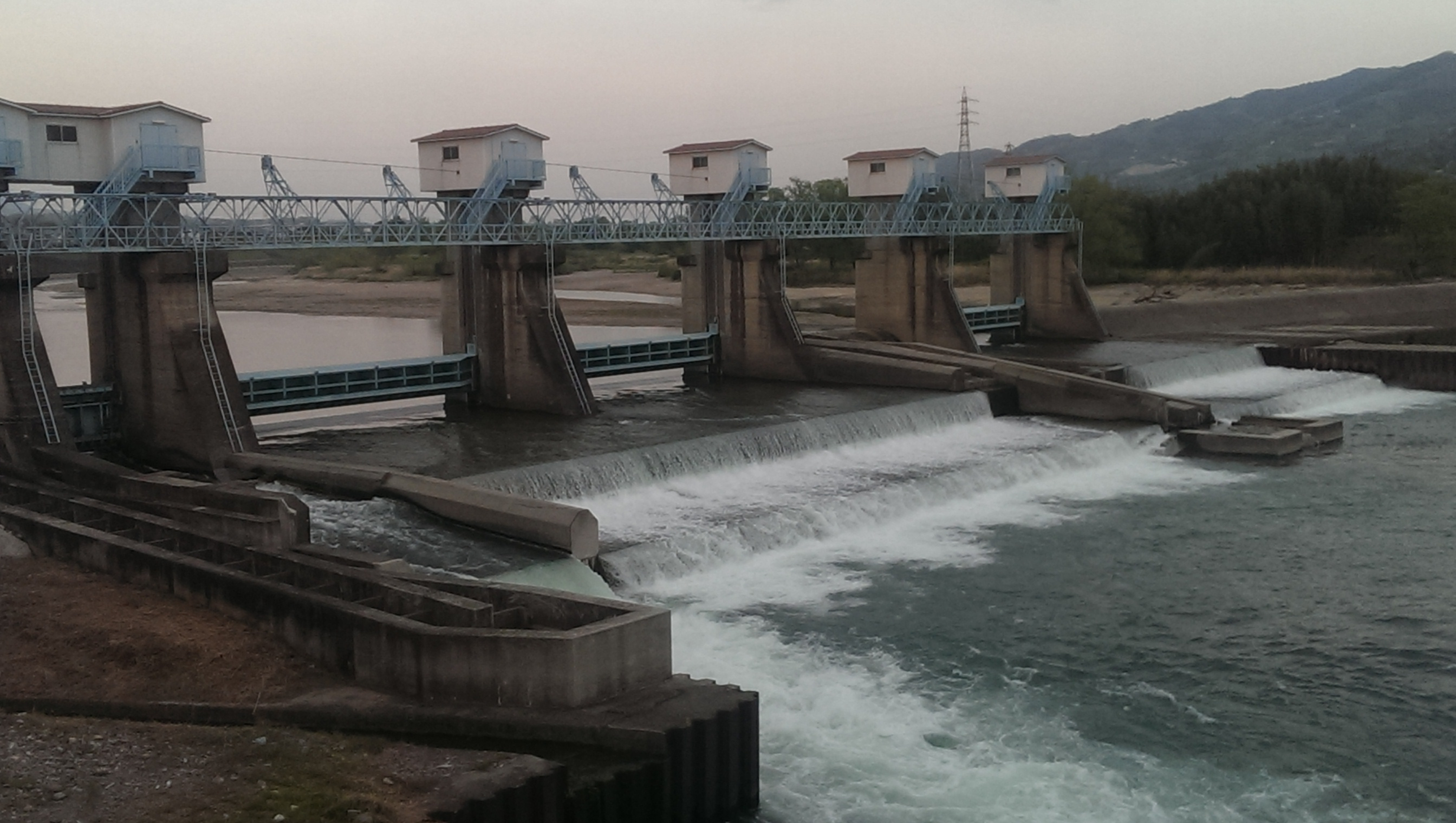
紀の川西岸より小田井堰を撮影。大畑才蔵の後、大正・昭和・平成と度々小田井堰は改修された。
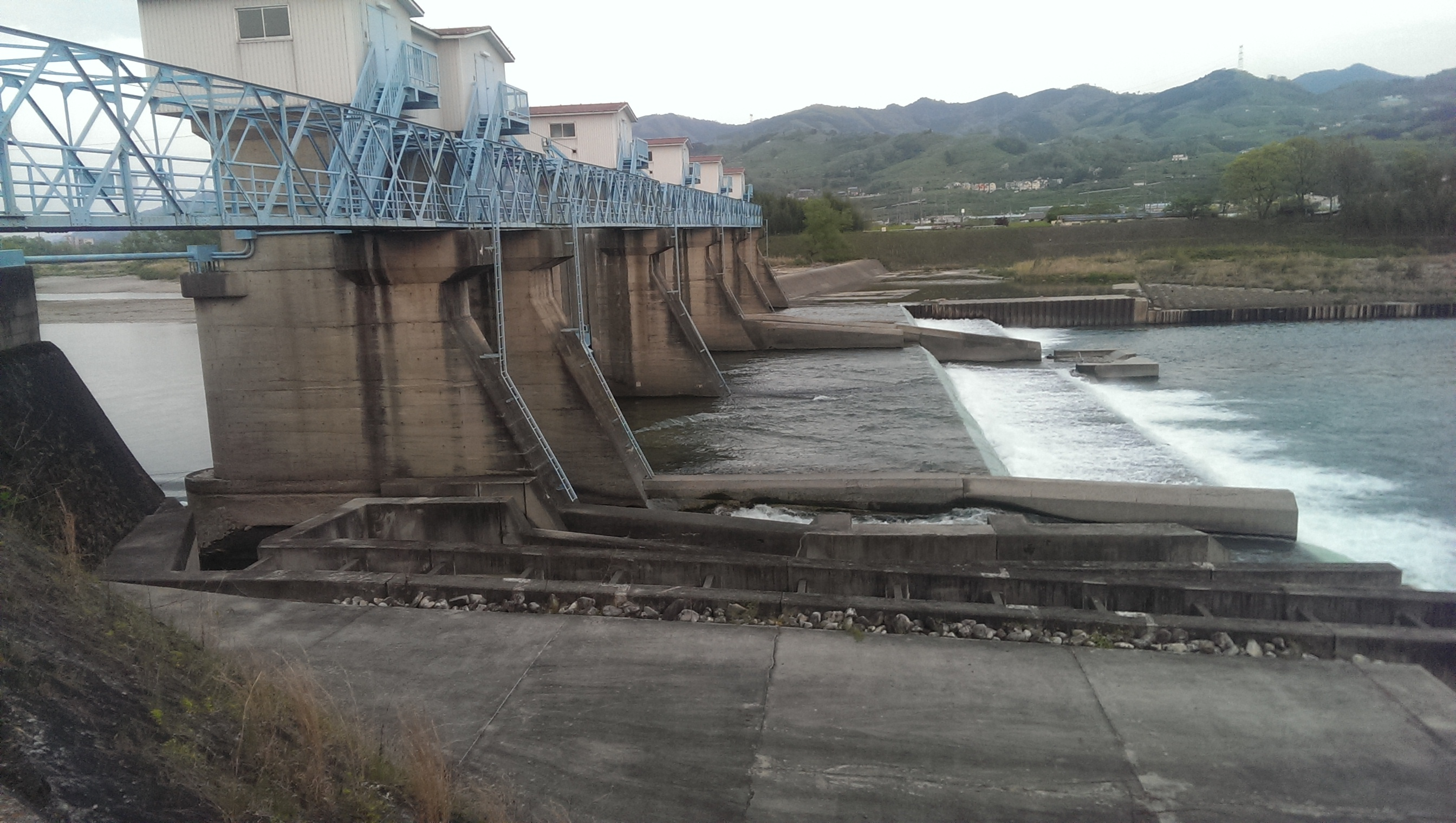
同左。別方向より撮影
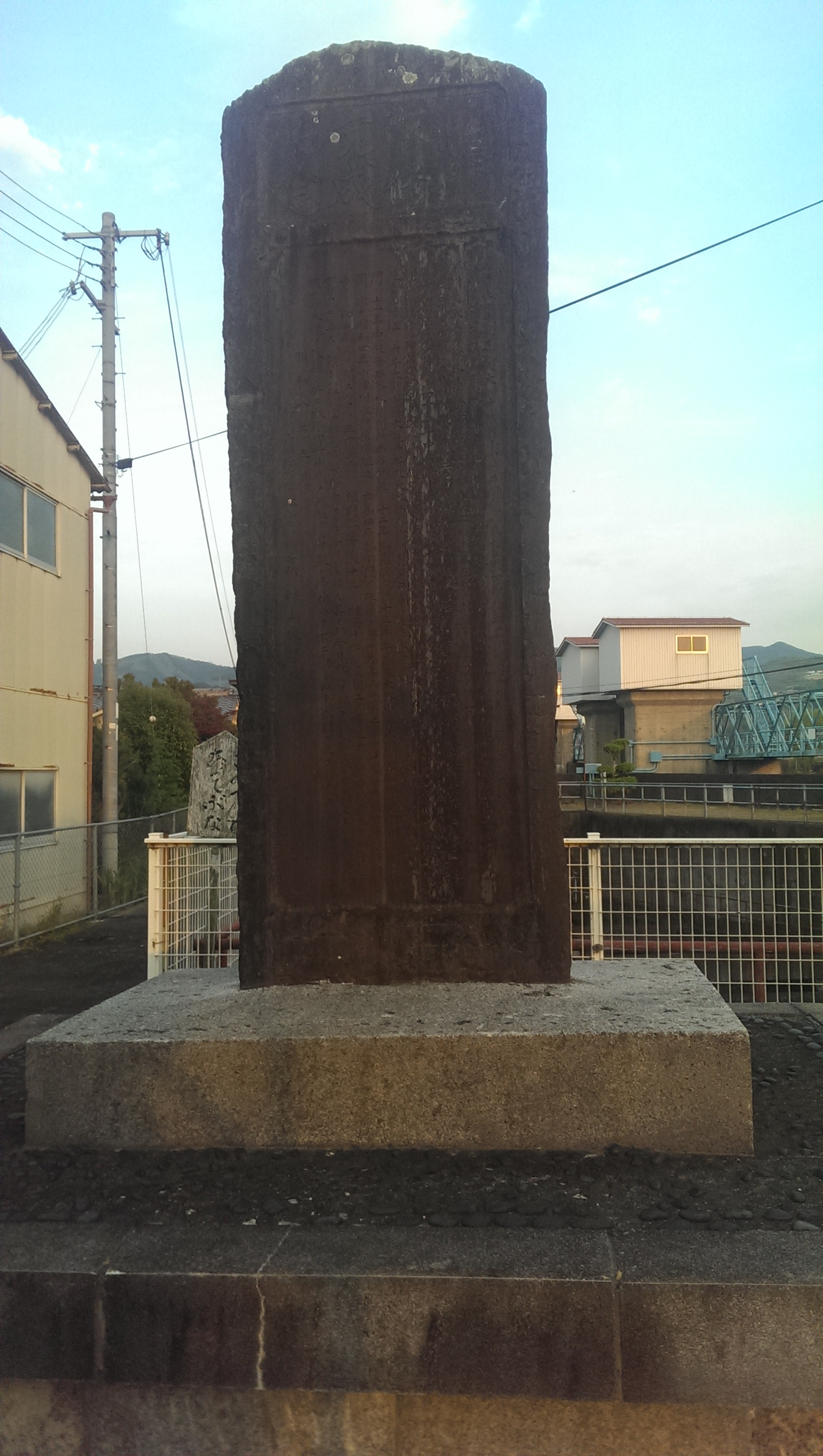
井堰近くに建てられた記念碑の一、昭和8年の改修時に建立。
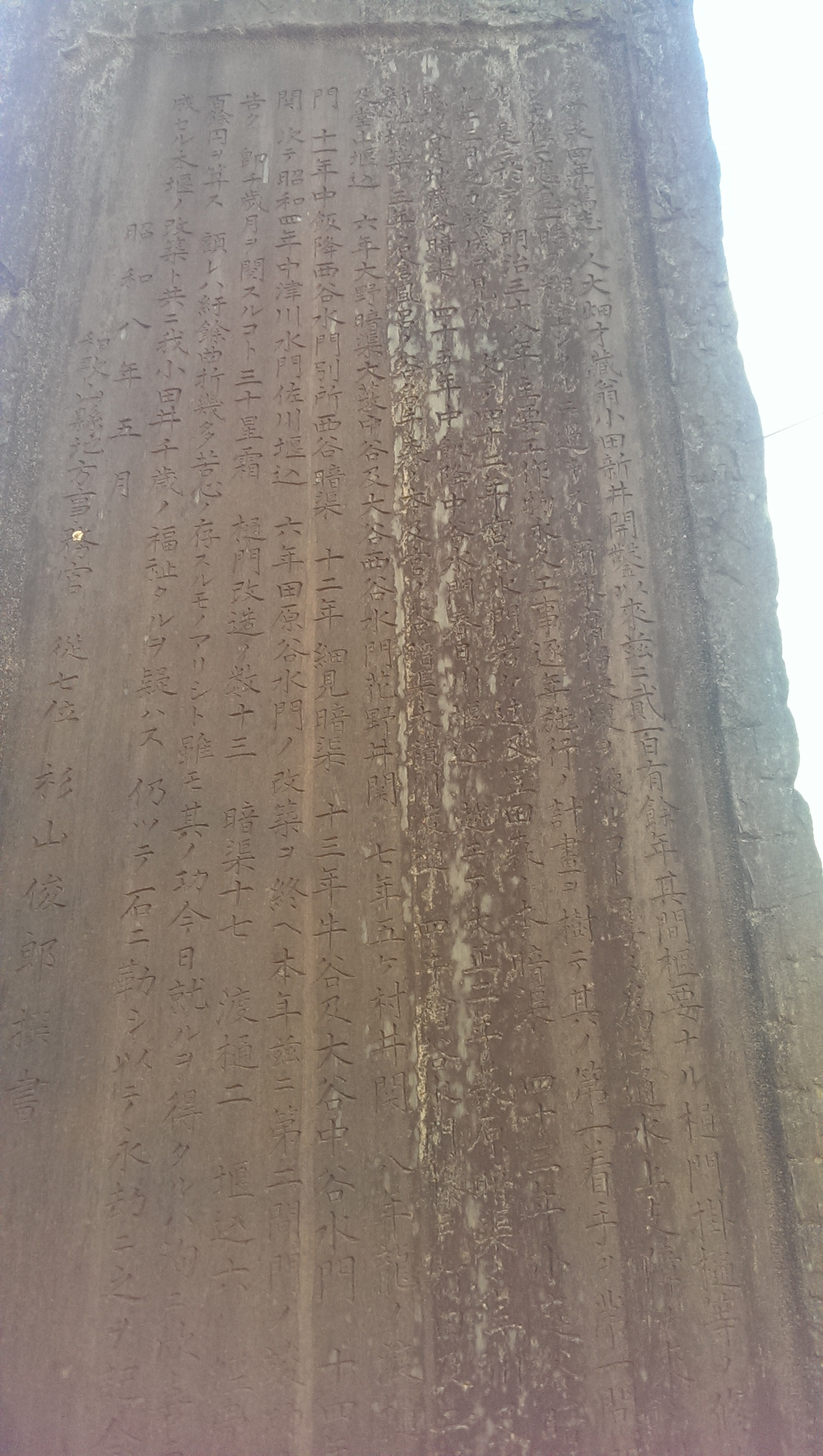
碑の内容。右上に大畑才蔵を称える一文が見て取れる。
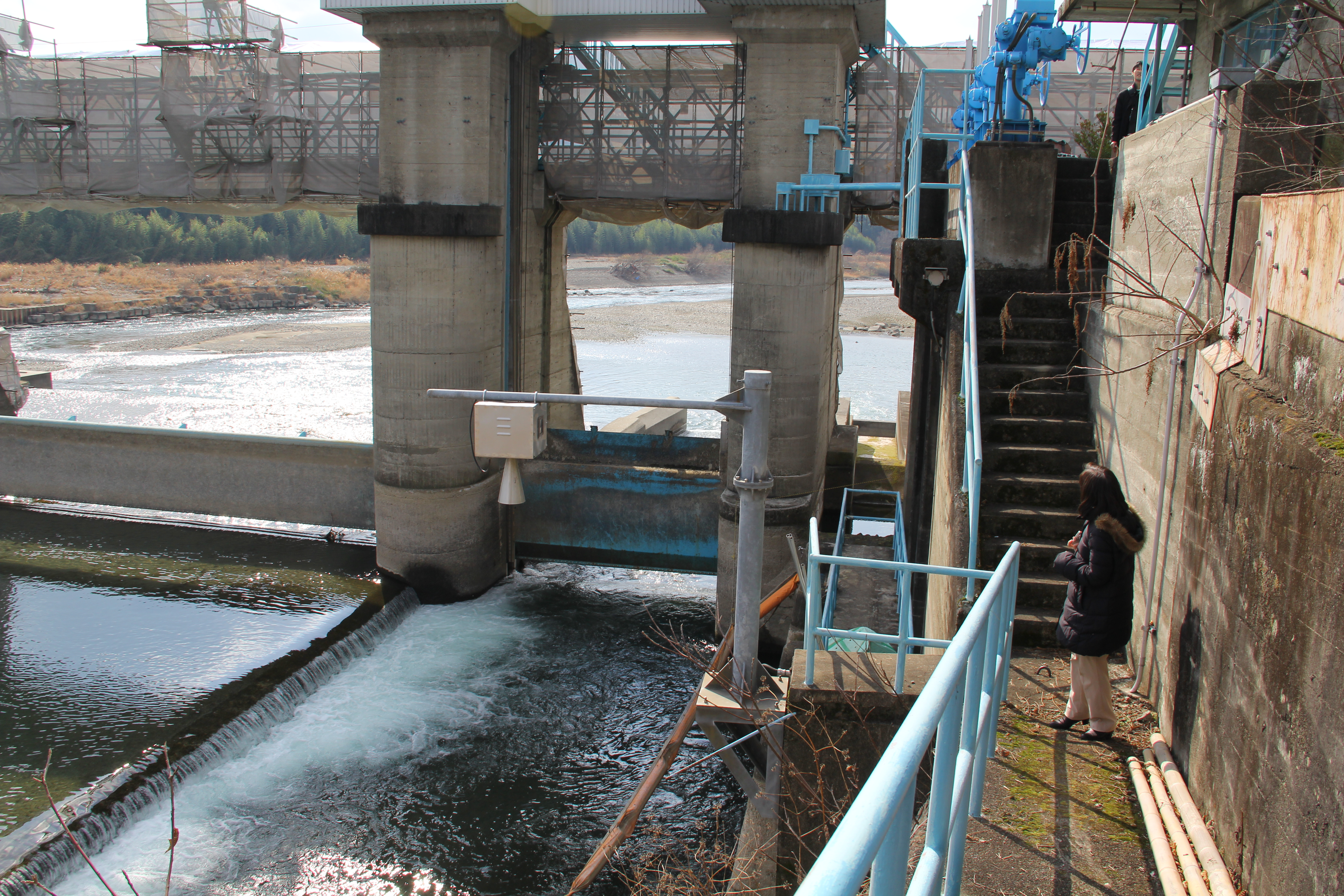
大畑才蔵の作った小田井用水の取水口を紀の川上流側から見たもの
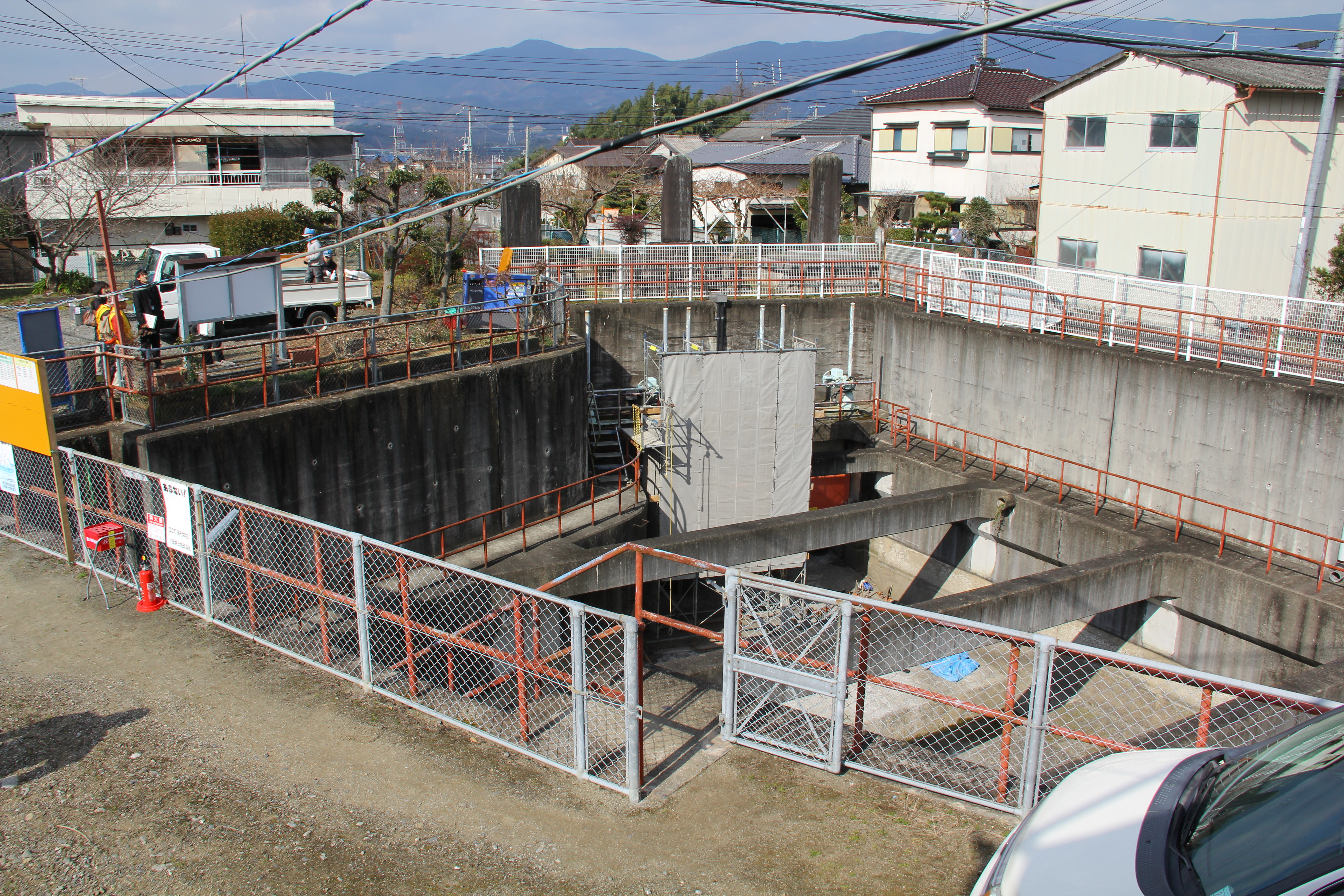
大畑才蔵の小田井用水の取水口から暗渠部の入り口を撮影したもの
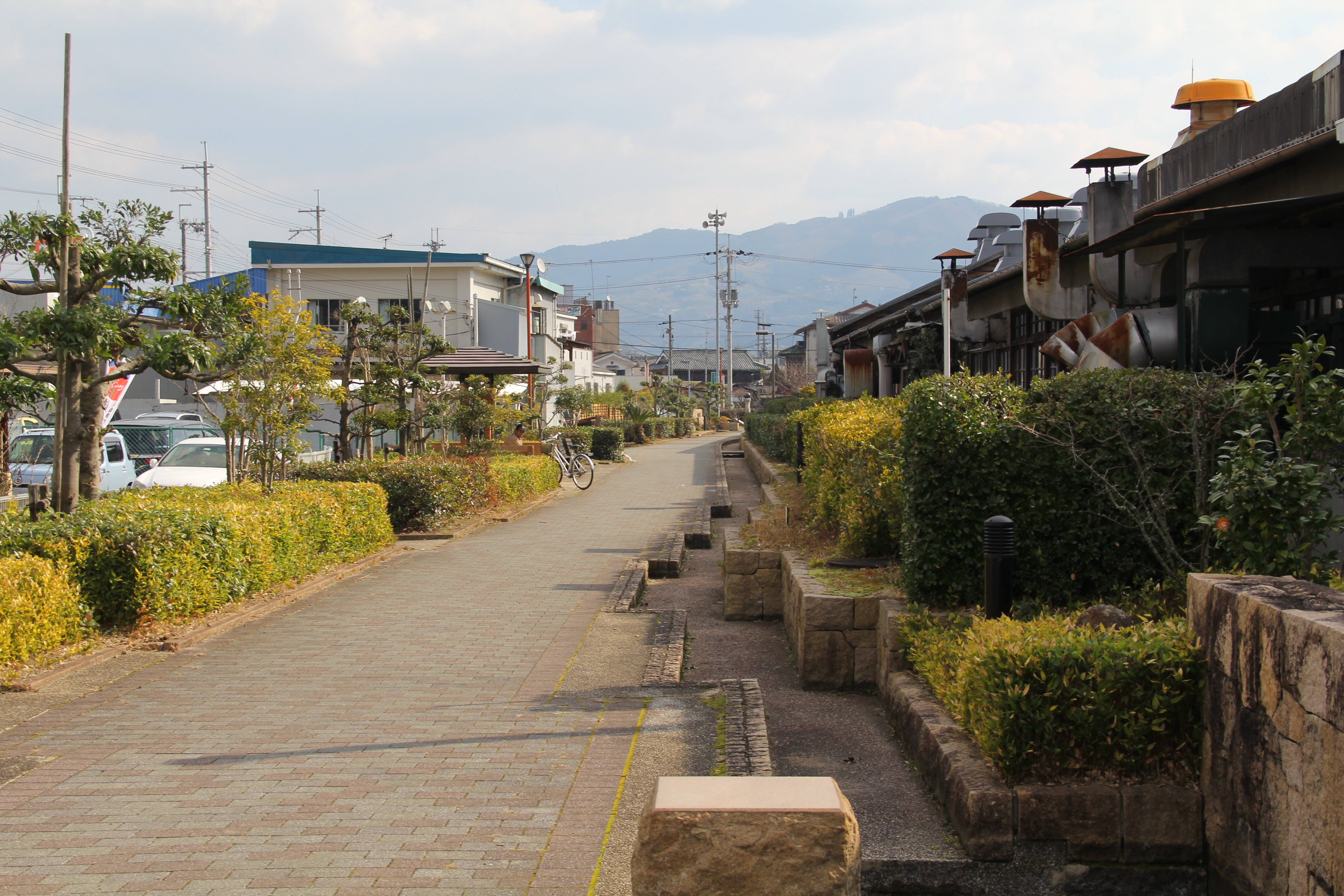
橋本市高野口せせらぎ公園
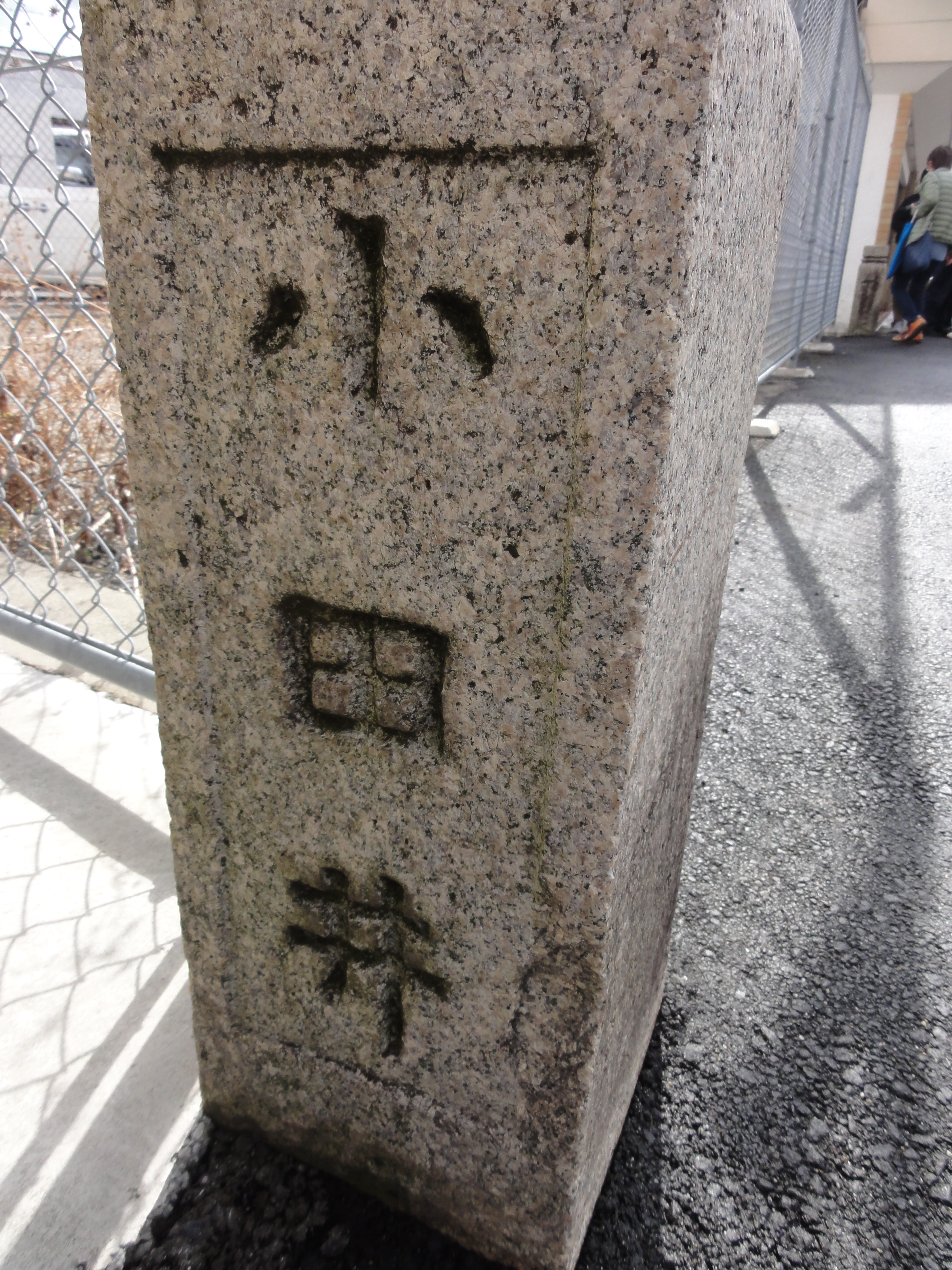
小田井用水に掛かっていた向島橋にある親柱の銘
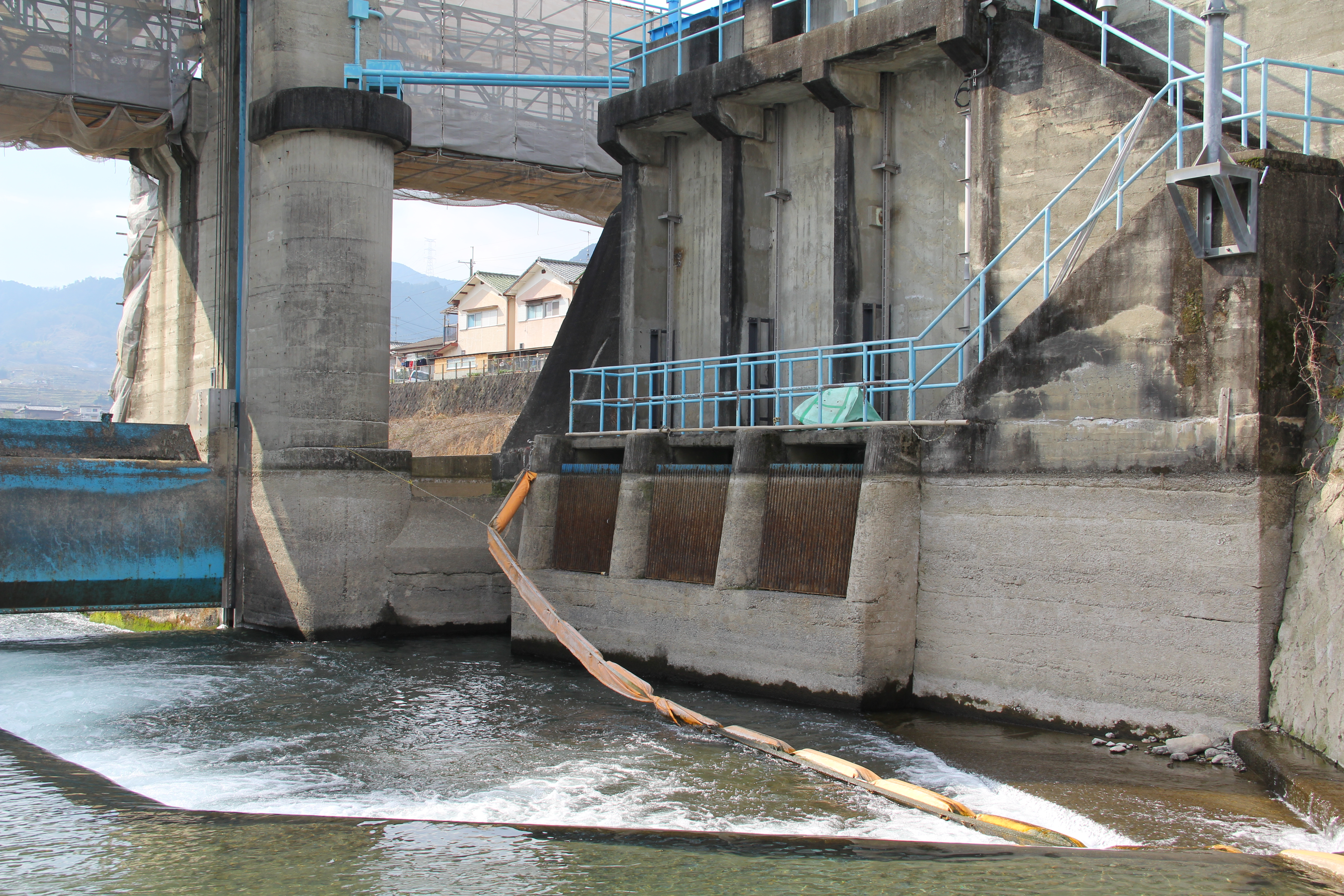
小田井用水取水口の上流から見た全景